# Ligne 19 du métro de Pékin
La ligne 19 est l'une des 25 lignes du réseau métropolitain de Pékin, en Chine. Elle est ouverte depuis le 31 décembre 2021.

## Histoire
Les travaux de construction commencent en 2016. La première section de la ligne, longue de 22,4 km, de Mudanyuan à Xingong est mise en service le 31 décembre 2021. Elle comporte alors, outre les deux stations terminus, seulement quatre stations de passage en service.

## Tracé et stations

### Ligne
Située dans les districts de Haidian, Xicheng et Fengtai, la ligne relie Mudanyuan au nord et Xingong au sud, et compte au total dix stations sur une longueur de 22,4 km.
Elle est en correspondance avec les lignes 2, 4, 10, Daxing et Daxing Airport Express.

### Liste des stations
- Mudanyuan (ouverture le 31 décembre 2021)
- Beitaipingzhuang (ouverture prévue en 2022)
- Jishuitan (ouverture le 31 décembre 2021)
- Ping'anli(ouverture prévue en ?)
- Taipingqiao (ouverture prévue en 2022)
- Niujie (ouverture le 31 décembre 2021)
- Jingfengmen (ouverture prévue en 2022)
- Caoqiao (ouverture le 31 décembre 2021)
- Xinfadi (ouverture le 31 décembre 2021)
- Xingong (ouverture le 31 décembre 2021)